# Бистшиця (Куявсько-Поморське воєводство)
Бистшиця (пол. Bystrzyca, нім. Bistritz) — село в Польщі, у гміні Моґільно Моґіленського повіту Куявсько-Поморського воєводства.
Населення — 83 особи (2011).
У 1975-1998 роках село належало до Бидгощського воєводства.

## Демографія
Демографічна структура станом на 31 березня 2011 року:
|          | Загалом | Допрацездатний вік | Працездатний вік | Постпрацездатний вік |
| -------- | ------- | ------------------ | ---------------- | -------------------- |
| Чоловіки | 41      | 10                 | 29               | 2                    |
| Жінки    | 42      | 12                 | 23               | 7                    |
| Разом    | 83      | 22                 | 52               | 9                    |